# Nikolaj Vladimirovič Ruzskij
Nikolaj Vladimirovič Ruzskij, in russo Никола́й Влади́мирович Ру́зский? (Saligorsk, 6 marzo 1854 – Pjatigorsk, 18 ottobre 1918), è stato un generale russo.

## Biografia
Ruzskij era figlio di un funzionario amministrativo non nobile; la sua famiglia era abbastanza agiata e quindi Ruzskij si poté permettere di studiare nell'accademia militare di Minsk, dalla quale uscì con il grado di sottotenente di artiglieria. Partecipò alla guerra russo-turca del 1877-1878 nell'armata del generale Ivan Davidovič Lazarev, combattendo sul fronte del Mar Caspio; nel 1883 venne promosso tenente e l'anno successivo capitano, giungendo al grado di maggiore nel 1897.
Prese parte alla guerra russo-giapponese come capo di stato maggiore della Seconda Armata di Manciuria; dal 1896 al 1902 fu capo di stato maggiore del distretto militare di Kiev, dove fu influenzato dalle teorie belliche proposte dal generale Michail Dragomirov.
Nel 1909 fu promosso colonnello e nel 1913 maggior generale. Ruzskij faceva parte del partito interventista e antitedesco dell'esercito russo e dall'agosto 1914, allo scoppio della prima guerra mondiale, fu posto al comando della Terza Armata russa, partecipando alla battaglia di Galizia; dal settembre 1914 gli venne affidato il comando del fronte settentrionale e a novembre prese parte alla difesa di Łódź. Dal marzo del 1915 comandò la Sesta Armata, ma fu sostituito dal generale Aleksej Nikolaevič Kuropatkin nella primavera del 1916 a causa delle sue eccessive cautela e indecisione; il comando gli venne riaffidato a luglio direttamente dallo zar.
Al comando del Fronte Settentrionale al momento dello scoppio della Rivoluzione di febbraio nel 1917, accolse la mattina del 2 marzo nel suo quartier generale di Pskov lo zar Nicola che stava rientrando a Pietrogrado dal comando supremo dello Stavka di Mogilev. Il generale, informato in precedenza dal presidente della Duma Michail Vladimirovič Rodzjanko, che la situazione nella capitale era fuori controllo e che i politici russi ritenevano inevitabile l'abdicazione dello zar, informò Nicola delle notizie e contribuì a convincere lo zar all'abdicazione.
Dopo la Rivoluzione d'ottobre, si schierò con altri ufficiali zaristi nell'Armata bianca, ed ebbe il comando delle truppe dislocate nel Caucaso meridionale; catturato dai bolscevichi l'11 settembre 1918, venne fucilato insieme a 100 tra soldati e ufficiali a Pjatigorsk.